# 百合文芸小説コンテスト
百合文芸小説コンテスト（ゆりぶんげいしょうせつこんてすと）は、コミック百合姫およびpixivが主体となって2018年より開催しているWeb投稿小説の文学賞および文芸コンテスト。

## 概要
女性同士の恋愛や友愛をテーマにした小説（百合小説）を募集しており、開催期間中に所定のタグを付けた小説をpixivに投稿することで応募することができる。
受賞作には賞に応じた賞金のほか、コミック百合姫掲載（大賞）、コミカライズ検討（百合姫賞・コミック百合姫賞）、書籍化検討といったデビューの機会が与えられる。また、短編受賞作は冊子『百合文芸小説コンテストセレクション』に掲載されpixivより刊行される。
選考ではTwitterのフォロワー数やpixiv上における閲覧数やブックマーク数は関係なく、作品単体で評価していることが公式に発表されている。実際、受賞時点において閲覧数1000未満の作品や、いいね・ブックマーク数が一桁から十代の受賞作品も散見される。

## 開催状況

### 第1回
募集期間：2018年11月19日～2019年1月27日
一次選考結果発表：2019年4月26日（24作品）
最終選考結果発表：2019年6月18日
主催：コミック百合姫、pixiv、書泉百合部、都丸ちよ・柳原利香のアレコレ！
賞：大賞、百合姫賞、アレコレ！賞、書泉百合部賞、佳作、pixivピックアップ

### 第2回
募集期間：2019年11月1日～2020年1月9日
一次選考結果発表：2020年3月5日（50作品）
最終選考結果発表：2020年4月17日
主催：コミック百合姫、pixiv、書泉百合部、SFマガジン、ガガガ文庫
賞：大賞、百合姫賞、SFマガジン賞、ガガガ文庫賞、書泉百合部賞、pixiv賞、佳作

### 第3回
募集期間：2020年11月17日～2021年1月31日
一次選考結果発表：2021年4月13日（64作品）
最終選考結果発表：2021年5月18日
主催：コミック百合姫、pixiv、書泉百合部、SFマガジン、ガガガ文庫
賞：大賞、百合姫賞、SFマガジン賞、ガガガ文庫賞、書泉百合部賞、pixiv賞

### 第4回
募集期間：2021年11月29日～2022年3月6日
一次選考結果発表：2022年5月13日（44作品）
最終選考結果発表：2022年6月17日
主催：コミック百合姫、pixiv、書泉百合部、SFマガジン、河出書房新社
賞：大賞、コミック百合姫賞、SFマガジン賞、河出書房新社賞、書泉百合部賞、pixiv賞

## 受賞作品および受賞者
いずれもpixiv公式発表による。佳作、pixivピックアップ、pixiv賞は複数名受賞のため割愛。（）表記は『百合文芸コンテストセレクション』掲載時に名義が変更された者。
| 回数  | 賞               | 受賞者                 | 受賞作タイトル                                                                                 |
| ----- | ---------------- | ---------------------- | ---------------------------------------------------------------------------------------------- |
| 第1回 | 大賞             | 州央                   | ラブソングを叫ぶワケ                                                                           |
| 第1回 | 百合姫賞         | Little Curly           | サリーとアンの秘密                                                                             |
| 第1回 | 百合姫賞         | みかみてれん           | なにうじうじしているんですか、このいくじなし！                                                 |
| 第1回 | アレコレ！賞     | 右目                   | 惚れ薬の作り方                                                                                 |
| 第1回 | 書泉百合部賞     | ゆぎと                 | 七十四分後の未来                                                                               |
| 第2回 | 大賞             | 寿鹿                   | 太陽の焼け跡                                                                                   |
| 第2回 | 百合姫賞         | 冬木                   | 永久少女信仰                                                                                   |
| 第2回 | SFマガジン賞     | ちょろぎ               | 雲のかたち、百合色の雲                                                                         |
| 第2回 | SFマガジン賞     | negipo                 | キャッシュ・エクスパイア                                                                       |
| 第2回 | ガガガ文庫賞     | 223                    | たとえ世界のすべてを敵に回しても、あなたの敵で居続ける。                                       |
| 第2回 | 書泉百合部賞     | みつえ                 | むしゃくしゃしたので死のうとしたら「あなたの事が嫌いです」と言い放つ初対面の少女に助けられた話 |
| 第3回 | 大賞             | 王月よう               | 菫の姫を殺すまで                                                                               |
| 第3回 | コミック百合姫賞 | Ru                     | 夏とレモンとオーバーレイ                                                                       |
| 第3回 | SFマガジン賞     | 坂崎かおる             | 電信柱より                                                                                     |
| 第3回 | ガガガ文庫賞     | たつた あお            | 絶対安全不良少女                                                                               |
| 第3回 | 書泉百合部賞     | 佐倉みお               | モブAの世界一美しい失恋                                                                        |
| 第4回 | 大賞             | 坂崎かおる             | 嘘つき姫                                                                                       |
| 第4回 | コミック百合姫賞 | 4kaえんぴつ            | 人権意識が高い勇者                                                                             |
| 第4回 | SFマガジン賞     | カスガ                 | 汝ら、すべてのゾンビたちよ                                                                     |
| 第4回 | 河出書房新社賞   | ねぎしそ（小野繙）     | あの日、私たちはバスに乗った                                                                   |
| 第4回 | 書泉百合部賞     | あきやしろ（暁社夕帆） | マドレーヌ、あるいは夏の終わり                                                                 |